# Max Viinioksa
Max Viinioksa "Murtaja" (Helsinki, 1906. október 27. – Helsinki, 1977. február 1.) válogatott finn labdarúgó, nemzetközi labdarúgó-játékvezető.

## Pályafutása

### Labdarúgóként
1922-1926 között a Helsingin Jalkapalloklubi (HJK), 1927-1936 között a Helsingin Palloseura (HPS) csapatában játszott támadó szélsőt. Erős testi felépítését eredményesen kamatoztatta labdaszerzésnél. 1925-1935 között az első finn labdarúgóként 50 alkalommal játszott a nemzeti válogatottban.
Edzői munkássága mellett a játékvezetéssel is hatékonyan foglalkozott.

### Labdarúgó-játékvezetőként

#### Nemzetközi játékvezetés
A Finn labdarúgó-szövetség Játékvezető Bizottsága (JB) 1941-ben terjesztette fel nemzetközi játékvezetőnek, a Nemzetközi Labdarúgó-szövetség (FIFA) bíróinak keretébe. Több nemzetek közötti válogatott és klubmérkőzést vezetett, illetve működő társának partbíróként segített. Az aktív nemzetközi játékvezetéstől 1943-ban búcsúzott. Válogatott mérkőzéseinek száma: 3.

## Magyar vonatkozás
| Időpont              | Helyszín                   | Mérkőzés típusa          | Mérkőzés                | Eredmény | Nézők száma |
| -------------------- | -------------------------- | ------------------------ | ----------------------- | -------- | ----------- |
| 1943. szeptember 12. | Råsunda Stadion, Stockholm | 239. válogatott mérkőzés | Svédország–Magyarország | 2 : 3    | 38 000      |